# Абстрактна алгебра
Абстра́ктна або ви́ща а́лгебра — галузь математики, зосереджена на вивченні властивостей аксіоматично впроваджених алгебраїчних структур. В сучасній науковій літературі називається просто алгебра. Ознака «абстрактна» підкреслює, що об'єктами вивчання є абстрактні структури, такі як групи, кільця, поля і модулі, на відміну від алгебраїчних виразів, що вивчаються в елементарній «шкільній» алгебрі.
Абстрактна алгебра сформувалася протягом другої половини XIX і першої чверті XX століття і була вперше систематично викладена в монографії «Moderne Algebra» Ван дер Вардена (1930 рік). Алгебраїчна точка зору спричинила надзвичайно великий вплив на розвиток багатьох галузей математики в XX столітті, зокрема теорії чисел, топології, алгебраїчної геометрії і функціонального аналізу.

## Короткий історичний нарис
Приблизно до другої половини XIX століття в алгебраїчних дослідженнях більше уваги надавалося конкретним об'єктам, що вивчалися методами, спеціально пристосованими до ситуації, ніж загальним концепціям. Наведемо такі приклади:
- кільце {\displaystyle \mathbb {Z} /N\mathbb {Z} } залишків цілих чисел {\displaystyle (\!\!\mod N)} (Л. Ейлер)
- група {\displaystyle \ S_{4}} всіх перестановок коренів рівняння четвертого степеня (Ж. Лагранж)
- кільця {\displaystyle \mathbb {Z} [x]} поліномів однієї змінної з цілими коєфіцієнтами і {\displaystyle \mathbb {Z} [i]} гаусових цілих чисел (К. 
Гаусс).

Але згодом на перший план вийшли власне структури групи, кільця і т. ін. Це дозволяє розглядати, наприклад, будь-яку групу підстановок {\displaystyle G<S_{n}} як абстрактну групу, тобто як множину з операціями, що задовільняє певній системі аксіом, і доводити загальні теореми про групи, які, зокрема, стосуються конкретної групи {\displaystyle G} (Н. Абель, Е. Галуа). Саме впровадження загальної аксіоматичної точки зору на алгебраїчні об'єкти варто вважати початком абстрактної алгебри як незалежної дисципліни. Згодом були дани аксіоматичні означення поля, кільця, векторного простору, алгебри Лі тощо і було розпочато дослідження всіх цих структур.
Величезний внесок до розвитку абстрактної алгебри у 1890—1930 роках зробили Д. Гільберт, Е. Артін та Е. Нетер, що застосували аксіоматичний метод для вивчення комутативних кілець і модулів над ними і отримали низку потужних результатів. Ці дослідження з абстрактної алгебри, разом із деякими попередніми дослідженнями Л. Кронекера, Р. Дедекінда було вперше систематично піднесено у надзвичайно впливовій монографії «Сучасна алгебра» («Moderne Algebra») Ван дер Вардена, перше видання якої з'явилося в 1930—1931 роках.
Починаючи з роботи Д.Гільберта з теорії інтегральних операторів на початку XX століття і Дж. фон Неймана з кілець операторів у 1930 році, методи абстрактної алгебри знайшли плідне застосування в аналізі, а згодом і в інших галузях математики. Потреби нової фізики насамперед квантової теорії, спричинили як розповсюдження деяких алгебраїчних ідей поза межами алгебри, наприклад групи, операторів з некомутативним множенням, тобто некомутативного кільця, так і подальший розвиток самої алгебри.
В середині XX століття, походячи з ідей алгебричної топології, алгебраїчні структури почали розглядати з позицій теорії категорій (С. Ейленберг—С. Маклейн). Це надало змогу вивчати не тільки структури одного типу, що утворюють категорію, але і певні відображення між категоріями, так звані функтори, і, найбільш абстрактно, природні перетворення між функторами. Неперевершеним майстром категорної алгебри був А. Гротендік, який застосував її для створення підвалин сучасної алгебричної геометрії і теорії топосів.
Чимало досліджень в алгебрі за останні 40-50 років належать до кількох добре влаштованих основних галузей, таких як теорія груп, комутативна алгебра або теорія кілець. З новіших підрозділів абстрактної алгебри відзначимо алгебричну комбінаторику, що на цей час перетворилась на самостійну дисципліну, наближені до топології теорію операд, гомотопічну алгебру і, нарешті, теорію квантових груп, впроваджених В. Г. Дрінфельдом, порівняно новий розділ алгебри, що зазнав бурхливого розвитку протягом останніх двох десятиліть.

## Основні структури сучасної алгебри
- Множина
- Група
- Кільце
- Модуль над кільцем
- Поле
- Векторний простір
- Алгебра над кільцем
- Алгебра (кільце) Лі

Чимало алгебраїчних структур виникають як підкласи перелічених вище, що задовільняють додатковим аксіомам, наприклад, булеві алгебри, комутативні групи або кільця. Інші, такі як частково впорядковані множини,
ґратки, пуассонові алгебри та алгебри Гопфа мають ще й додаткові операції.
Є також чимало структур, що не знайшли широкого застосування поза межами алгебри, наприклад лупи.

## Підрозділи абстрактної алгебри
Теорія груп займається вивченням властивостей абстрактних груп та їх зображень.
Теорія кілець розглядає довільні (некомутативні) кільця і асоціативні алгебри.
Лінійна алгебра розглядає лінійні простори і лінійні оператори між ними.
Комутативна алгебра вивчає властивості комутативних кілець та модулів над ними.
Вона має щільні зв'язки з алгебраїчною геометрією і алгебраїчною теорією чисел.
До комутативної алгебри можна віднести теорію полів і теорію Галуа.
Диференціальна алгебра вивчає алгебраїчні властивості систем диференційних рівнянь.
Гомологічна алгебра вивчає категорії модулів за допомогою комплексів, або диференційних градуйованих модулів.
Універсальна алгебра, що близька до математичної логіки, розглядає довільні алгебраїчні структури, задані системою аксіом.
Теорія категорій надає можливість вивчати різноманітні алгебраїчні концепції
та взаємодію між ними в найбільш абстрактному сенсі.
Теорія груп широко застосується як в математиці, наприклад, в геометрії, топології, гармонічному аналізі і
теорії диференційних рівнянь, так і поза її межами, в таких галузях як кристалографія, квантова фізика і квантова хімія.
Лінійна алгебра відіграє неабияку роль майже в усіх галузях математики, а також в математичній економіці.
З інших розділів абстрактної алгебри, гомологічна алгебра і теорія категорій мають плідні зв'язки з алгебраїчною топологією.